# 伊夫·蒙当
伊夫·蒙当（法語：Yves Montand，發音：[iv mɔ̃tɑ̃]；1921年10月13日—1991年11月9日），生於義大利的法国演员和歌手，本名伊沃·利維（義大利語：Ivo Livi，發音：[ˈiːvo ˈliːvi]）。曾演出的电影有《恐惧的代价》、《大风暴》、《甘泉玛农》、《男人的野心》等。